# 100731 Ara Pacis
100731 Ara Pacis è un asteroide della fascia principale. Scoperto nel 1998, presenta un'orbita caratterizzata da un semiasse maggiore pari a 2,7780813 UA e da un'eccentricità di 0,1568659, inclinata di 12,91840° rispetto all'eclittica.